# Buktriska
Buktriska (Lactarius flexuosus) är en svampart. Buktriska ingår i släktet riskor och familjen kremlor och riskor.  Arten är reproducerande i Sverige.

## Underarter
Arten delas in i följande underarter:
- roseozonatus
- flexuosus

## Källor

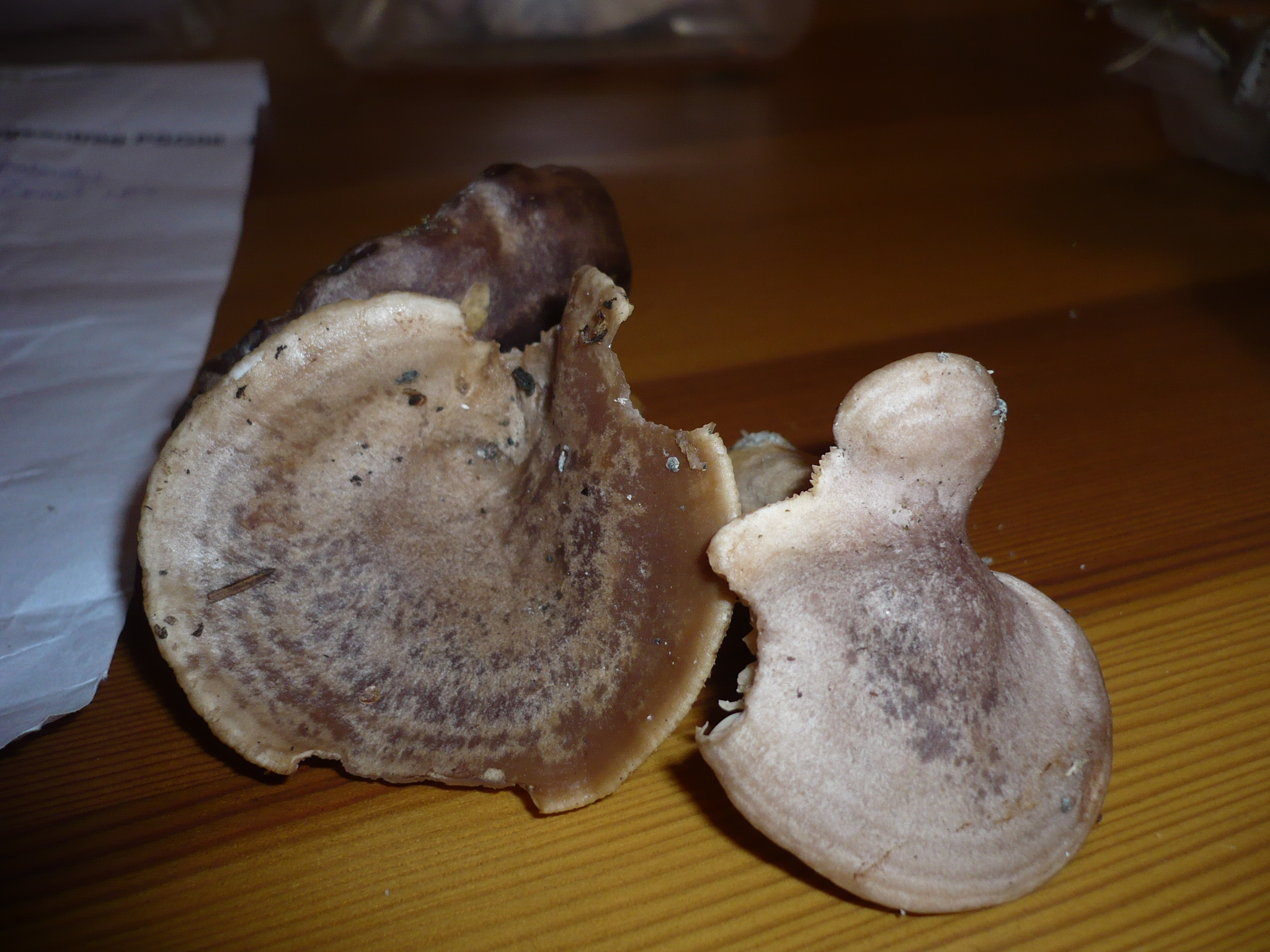
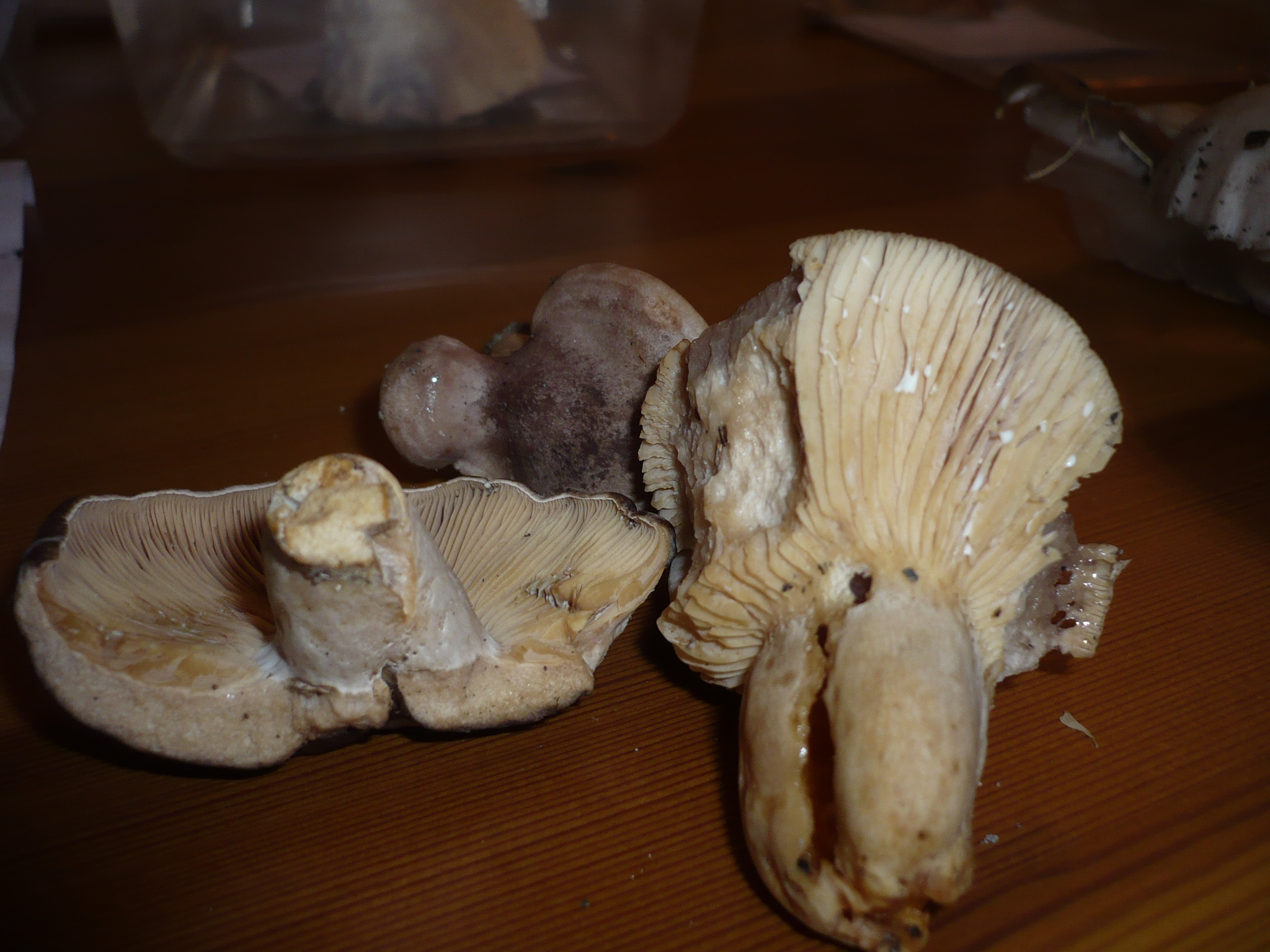
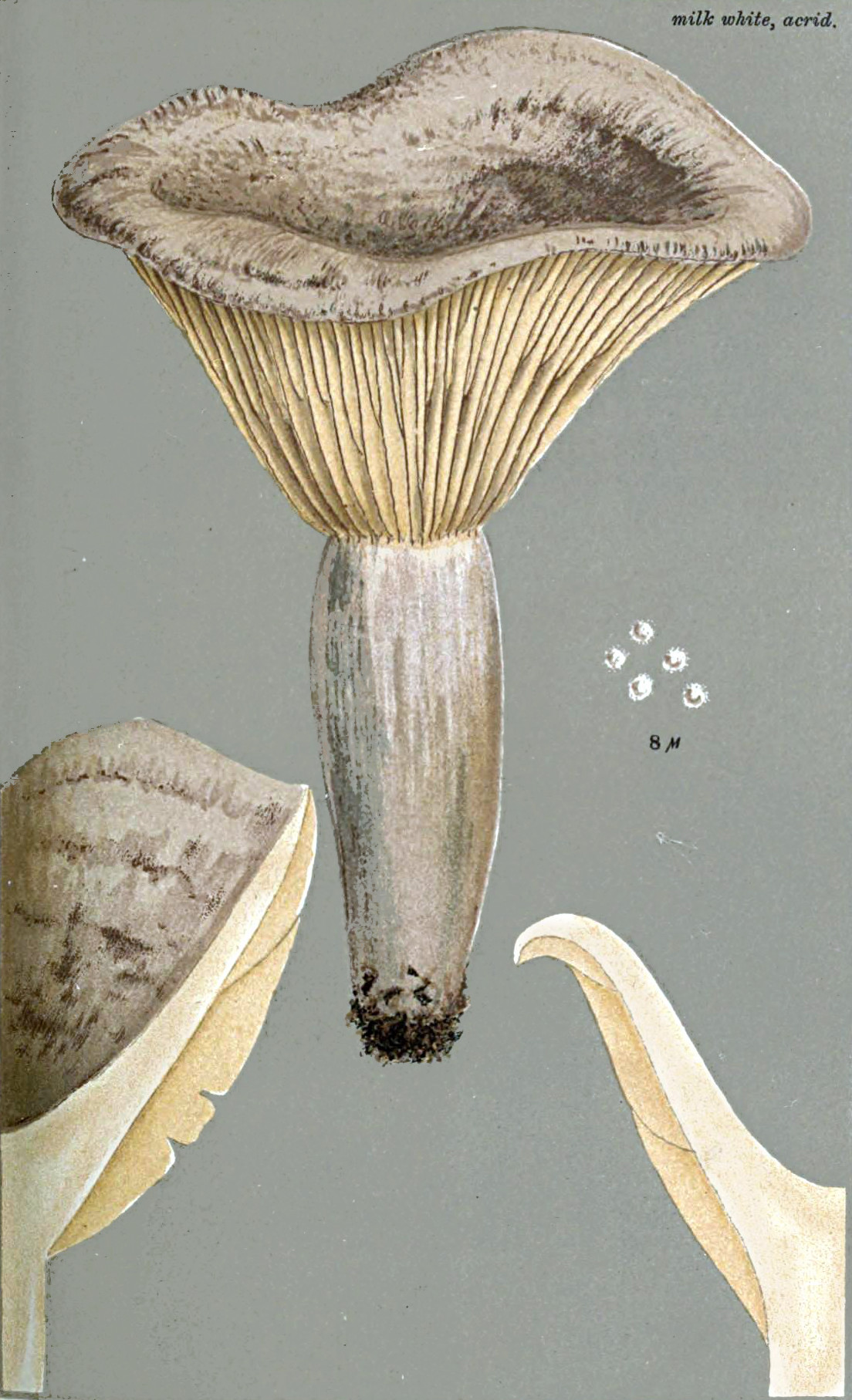
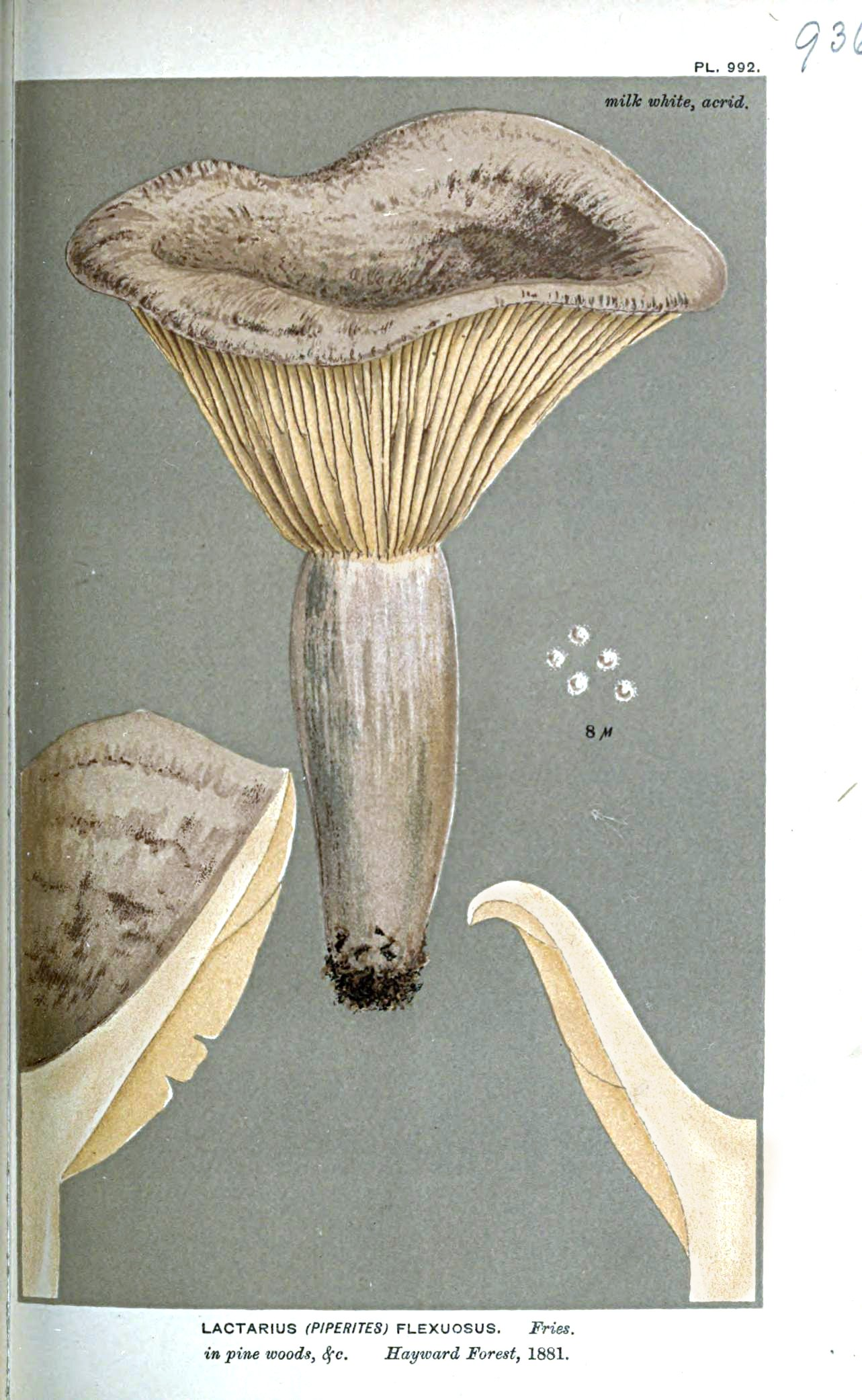
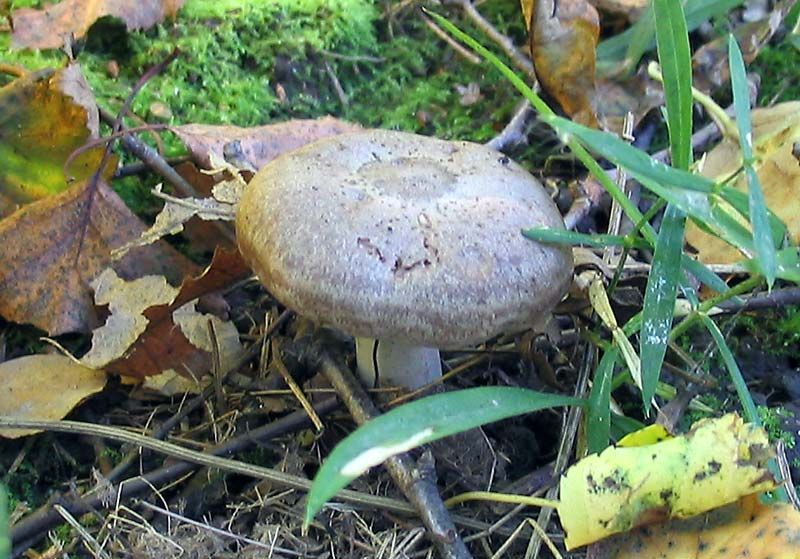
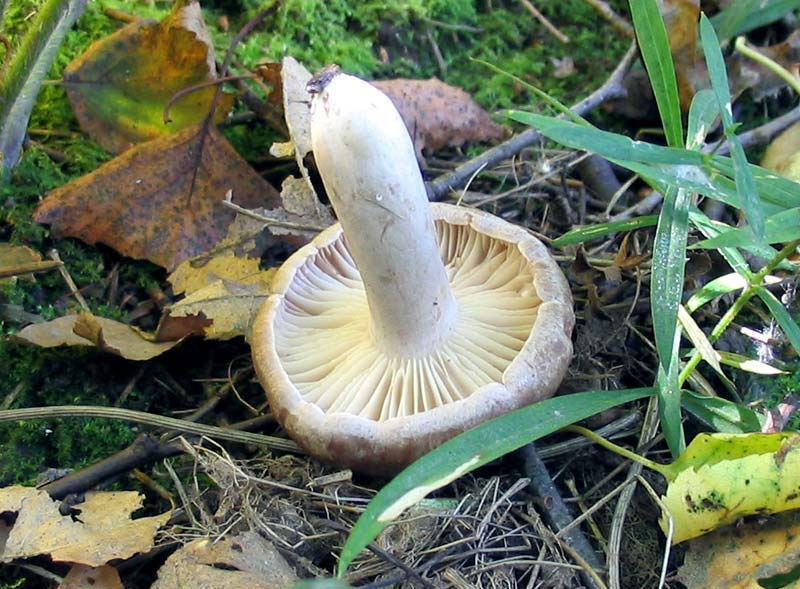
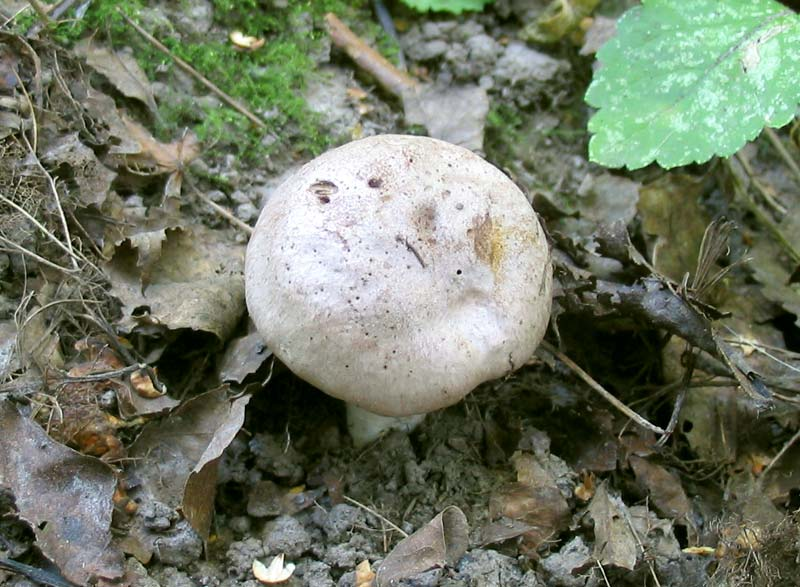